# Phước Chiến
Phước Chiến là một xã thuộc huyện Thuận Bắc, tỉnh Ninh Thuận, Việt Nam.

## Địa lý
Xã Phước Chiến nằm ở phía bắc huyện Thuận Bắc, có vị trí địa lý:
- Phía đông giáp xã Công Hải và tỉnh Khánh Hòa
- Phía tây và phía giáp huyện Bác Ái
- Phía nam giáp xã Phước Kháng.

Xã có diện tích 43,97 km², dân số năm 2019 là 4.675 người, mật độ dân số đạt 106 người/km².

## Lịch sử
Trước đây, Phước Chiến là một xã thuộc huyện Ninh Hải.
Ngày 7 tháng 7 năm 2005, huyện Ninh Hải được chia thành hai huyện Ninh Hải và Thuận Bắc, xã Phước Chiến trực thuộc huyện Thuận Bắc như hiện nay.